# 邊褐端黑螢
邊褐端黑螢（学名：Luciola terminalis）为螢科熠螢屬下的一个种。